# VIEW CLIPS 〜Memorial Best〜
『VIEW CLIPS 〜Memorial Best〜』（ビュー・クリップス・メモリアル・ベスト）は、FIELD OF VIEWの初めてのビデオクリップ集DVDである。2002年10月9日発売。発売元はZAIN RECORDS。

## 解説
- FIELD OF VIEWの初めての映像作品であり、初めてのビデオクリップ集である。
- FIELD OF VIEWとしてのデビューシングル「君がいたから」から最後のシングルとなった「Melody」までの全シングル20曲のフルクリップを収録。
- 特典映像として、アルバム『FIELD OF VIEW I』から「Moon Light」・『FIELD OF VIEW II』から「Rainy Day」・『SINGLES COLLECTION+4』に新曲として収録された「もう一度」「大空へ」の4曲のフルクリップが収録されている。
- 特典映像として、メイキング・メンバーのコメント映像も収録されている。
- FIELD OF VIEWのビデオクリップとしては、他にも『FIELD OF VIEW I』では「セピア」「THINK OF MYSELF」が、『FIELD OF VIEW II』では「Growing Love」「Wake up!!」「PROMISE YOU」「Believe myself」「夢見続けて今も」「The way of my life」「君の声が聞きたくて」、『FIELD OF VIEW III 〜NOW HERE NO WHERE〜』では「風よ」などが各アルバム発売時にクリップが製作され、『NO.』『CD NEWS』などで放送されていた。今作には収録されていないが、2020年5月にリリースされたベストアルバム『FIELD OF VIEW 25th Anniversary Extra Rare Best 2020』付属のDVDに収録されている。
- 最後の「FAN LIST」はシングル『Melody』の初回特典で期限以内に応募した全応募者を載せている。

## 収録内容
1. 君がいたから
2. 突然
3. Last Good-bye
4. DAN DAN 心魅かれてく
5. ドキッ
6. Dreams
7. この街で君と暮らしたい
8. 渇いた叫び
9. めぐる季節を越えて
10. 君を照らす太陽に
11. CRASH
12. 青い傘で
13. Still
14. 冬のバラード
15. Beautiful day
16. 秋風のモノクローム
17. Truth of Love
18. 夏の記憶
19. 蜃気楼
20. Melody

### 特典映像
1. Moon Light
2. Rainy Day
3. もう一度
4. 大空へ

他、メイキング・インタビューを収録。